# Große (Familienname)
Große bzw. Grosse ist ein deutscher Familienname.

## Namensträger

### A
- Angela Grosse (* 1955), deutsche Politikerin (SPD)
- Aristid von Grosse (1905–1985), deutsch-US-amerikanischer Kernchemiker
- Arno Große, deutscher Fußballspieler
- August Grosse (1825–1902), deutscher Theaterleiter
- August Große (vor 1860–nach 1891), deutscher Baumeister, siehe Große (Baumeisterfamilie) #August Große

### B
- Bärbel Große, deutsche Handballspielerin
- Bernard große Broermann (Bernard Grosse Broermann; 1943–2024), deutscher Unternehmer
- Berthold Grosse (1863–1927), deutscher Tischler, Gewerkschafter und Politiker
- Bettina Grosse (* 1960), deutsch-französische Journalistin und Autorin, siehe Bettina de Cosnac
- Bianca Grosse (* 1977), deutsche Triathletin
- Brigitte Große (Gewerkschafterin) (auch Brigitte Grosse; * 1942), deutsche Gewerkschafterin und Politikerin (CDU)
- Brigitte Große (Übersetzerin) (* 1957), österreichische Übersetzerin
- Bruno Grosse (1892–1976), deutscher Maler
- Burgunde Grosse (* 1943), deutsche Politikerin (SPD)

### C
- C. G. Grosse (* 1964), deutsche Malerin, Grafikerin und Bildhauerin, siehe Catrin Große
- Carl Friedrich August Grosse (1768–1847), deutscher Schriftsteller
- Carl Heinrich von Große († 1745), königlich-polnischer und kursächsischer Generalmajor und Rittergutsbesitzer
- Catrin Große (* 1964), deutsche Malerin, Grafikerin und Bildhauerin
- Christina Große (* 1970), deutsche Schauspielerin
- Clemens Große Macke (* 1959), deutscher Politiker (CDU)

### D
- Demetrius Grosse (* 1981), US-amerikanischer Schauspieler
- Dietmar Grosse (* 1948), deutscher Cartoonist
- Dirk Grosse (* 1968), deutscher Sportjournalist

### E
- Eduard Grosse (1928–2015), deutscher Verleger und Werber
- Eduard Große (1810–1882), deutscher Landwirt, Bürgermeister und Mitglied des Landtags des Fürstentums Schwarzburg-Sondershausen
- Emil Große-Brauckmann (1887–1961), deutscher Klassischer Philologe und Gymnasiallehrer
- Eric Henry Grosse (* 1952), US-amerikanischer Mathematiker und Informatiker
- Erich Grosse (1885–1942), deutscher Generalmajor
- Erich Große (1925–2009), deutscher Pädagoge und Autor
- Ernst Grosse (Ethnologe) (1862–1927), deutscher Ethnologe, Kunstsammler und Hochschullehrer
- Ernst Grosse (Ingenieur) (1883–1945), deutscher Ingenieur, Industriemanager und Politiker
- Ernst Ludwig Große (1802–1871), deutscher Schriftsteller und Politiker
- Ernst-Ulrich Große (1938–2008), deutscher Romanist und Kulturwissenschaftler
- Erwin Grosse (1904–1982), deutscher Komponist

### F
- F. A. Bernhard Große (Friedrich August Bernhard Große; 1856–1914), deutscher Bauunternehmer und Ortsrichter
- Finn Große-Freese (* 2001), deutscher Triathlet
- Frank Große (1952–2018), deutscher Biochemiker
- Franz Grosse-Brockhoff (1907–1981), deutscher Mediziner
- Franz Große-Perdekamp (1890–1952), deutscher Pädagoge, Kunsthistoriker und Schriftsteller
- Fritz Große (1904–1957), deutscher Politiker (KPD, SED)

### G
- Gabriele Grosse (* 1942), deutsche Graphikerin, Malerin und Textilkünstlerin
- Georg Große (Politiker, 1897) (1897–1967), deutscher Politiker (KPD)
- Georg Grosse (Politiker, 1900) (1900–1973), deutscher Politiker (CDU)
- Gerrit Große (* 1954), deutsche Politikerin (Die Linke)
- Gisbert Große-Brauckmann (1926–2001), deutscher Biologe und Hochschullehrer
- Gunnar Grosse (1939–2023), schwedisch-deutscher Unternehmer

### H
- Hanna Große Holtrup (* 1997), deutsche Politikerin (Bündnis 90/Die Grünen)
- Hans Große (Musikwissenschaftler) (1898–1972), deutscher Musikwissenschaftler und Telemann-Forscher
- Hans-Heinrich Grosse-Brockhoff (* 1949), deutscher Politiker (CDU)
- Hans-Martin Große-Oetringhaus (* 1948), deutscher Pädagoge und Schriftsteller
- Hans-Werner Grosse (Hans-Werner Große; 1922–2021), deutscher Segelflieger
- Harald Grosse (* 1944), österreichischer Physiker
- Heinrich Große Boes (1890–1972), deutscher katholischer Theologe, Priester und Heimatkundler
- Heinrich Große Kreul (1886–1956), deutscher Hochschullehrer für Methodik und Didaktik des Chemieunterrichts
- Heinrich Große-Sender, deutscher Landtagsdirektor
- Heinrich W. Grosse (Heinrich Wilhelm Grosse; 1942–2018), deutscher evangelischer Pfarrer und Theologe
- Heinz-Josef Große (1947–1982), Todesopfer an der innerdeutschen Grenze
- Helga Große-Brauckmann (1925–2007), deutsche Mykologin
- Henning Grosse († 1649), deutscher Jurist und Hochschullehrer
- Henning Große (1553–1621), deutscher Buchhändler und Verleger
- Herbord Große-Endebrock (1915–1977), deutscher Politiker (DP, NPD)
- Hermann Große (Carl Louis Hermann Große; 1848–nach 1912), deutscher Glockengießer und Ingenieur
- Hermann Grosse (Prähistoriker) (1854–1933), deutscher Prähistoriker
- Hermann Grosse (Mediziner) (1886–1966), deutscher Generalstabsarzt
- Hermann Große-Berg (* 1966), deutscher Schauspieler
- Hermann-Josef Große Kracht (* 1962), deutscher Theologe und Hochschullehrer
- Herwart Grosse (1908–1982), deutscher Schauspieler und Regisseur
- Horst Grosse (1920–2001), deutscher Museologe, Ornithologe und Naturschützer

### J
- Johann Grosse (Politiker) (1633–1691), deutscher Buchhändler und Ratsherr
- Johann Gotthelf Große (1808–1869), deutscher Glockengießer
- Johannes Grosse (1890–1977), deutscher Lehrer und evangelischer Pfarrer
- Johannes Große (* 1997), deutscher Hockeyspieler
- Johannes Große Winkelsett (1896–1954), deutscher Politiker (Zentrum, CDU)
- Josefine Grosse (* 1970), deutsche Handballspielerin
- Julius Grosse (1828–1902), deutscher Schriftsteller

### K
- Karl Grosse (Ingenieur) (1873–1963), deutscher Maschinenbauingenieur
- Karl Große (1886–1961), deutscher Bergwerksdirektor
- Karl Friedrich Grosse (1913–1981), deutscher Journalist
- Katharina Grosse (* 1961), deutsche Malerin
- Klaus Große Kracht (* 1969), deutscher Historiker und Hochschullehrer
- Knut Große (* 1955), deutscher Politiker (CDU)

### L
- Lea Große (Leja Lichter; 1906–1997), polnisch-deutsche Schriftstellerin und Funktionärin
- Ludwig Grosse (Jurist) (1907–1992), deutscher Rechtsanwalt
- Ludwig Große (Geistlicher) (1933–2019), deutscher evangelischer Pfarrer und Theologe

### M
- Maria-Elisabeth Grosse (* 1955), deutsche Juristin und Politikerin (Parteilos, ehemals FDP)
- Marianne Grosse (* 1962), deutsche Politikerin (SPD)
- Mark Grosse (* 1999), österreichischer Fußballspieler
- Martha Grosse (1877–1946), deutsche Schriftstellerin
- Matthias Große (* 1967), deutscher Immobilienunternehmer und Eisschnelllauffunktionär
- Michael Grosse (Landschaftsarchitekt) (1620–1680), Herzoglich Braunschweig-Lüneburgischer Hofgärtner und Landschaftsarchitekt
- Michael Grosse (Intendant) (* 1961), deutscher Theaterregisseur, Schauspieler und Theaterintendant
- Michael Grosse-Brömer (* 1960), deutscher Politiker

### N
- Nina Grosse (* 1958), deutsche Regisseurin

### P
- Peter Große (* 1940), deutscher evangelisch-lutherischer Pastor, Theologe und Missionswissenschaftler

### R
- Richard Grosse (* 1944), deutscher Chemiker
- Rita Große (* 1941), deutsche Fotografenmeisterin
- Rita Grosse-Ruyken (* 1948), deutsche Künstlerin
- Robert Grosse (1880–1968), deutscher Althistoriker
- Robert Große-Stoltenberg (1903–1983), deutscher Ingenieur, Heimatforscher, Papierhistoriker, Wasserzeichenforscher
- Rolf Große (* 1958), deutscher Historiker
- Rudolf Grosse (Widerstandskämpfer) (1905–1942), deutscher Parteifunktionär (KPD) und Widerstandskämpfer
- Rudolf Große (Fußballspieler) (1907–?), deutscher Fußballspieler
- Rudolf Große (Sprachwissenschaftler) (1924–2017), deutscher Sprachwissenschaftler
- Rudolph Grosse (1879–1949), deutscher Politiker, Wissenschaftler und Kunstsammler

### S
- Siegfried Grosse (1924–2016), deutscher Germanist
- Steffen Große (* 1967), deutscher Politiker
- Stephan Grosse-Grollmann (* 1956), deutscher Filmemacher
- Sven Grosse (* 1962), deutscher Pfarrer und Theologe
- Sybille Große (* 1965), deutsche Romanistin

### T
- Theodor Grosse (1829–1891), deutscher Maler

### U
- Udo Grosse (1896–1946), deutscher Politiker (NSDAP)
- Ulrich Grosse (* 1953), deutscher Verkehrsberater
- Ulrike Grosse-Röthig (* 1980), deutsche Juristin und Politikerin (Die Linke)

### W
- Walter Große (1894–1973), deutscher Volkswirt und Hochschullehrer
- Walther Grosse (Jurist) (1880–1943), deutscher Jurist und Regionalhistoriker
- Walther Grosse (Militärhistoriker) (1884–1969), deutscher Offizier, Volkswirt und Militärhistoriker
- Werner Große (* 1949), deutscher Jurist, Gärtner und Politiker
- Wilhelm Große (1828–1911), deutscher Lehrer und lutherischer Pfarrer
- Wilhelm Grosse (Physiker) (1857–1935), deutscher Physiker
- Wilhelm Grosse (Schauspieler) (1873–1946), deutscher Schauspieler
- Will Grosse (1899–1960), deutscher Agent und Autor
- Wolfgang Große (1928–2001), deutscher Geistlicher, Weihbischof in Essen
- Wolfgang Große Brömer (* 1952), deutscher Politiker (SPD)